# Универзитет у Цириху
Универзитет у Цириху (њем. Universität Zürich) је највећи швајцарски универзитет са преко 24.000 студената, смјештен у Цириху. Састоји се од факултета умјетности, економије, права, медицине, физике, теологије и ветерине

## Историја
Основан је 29. априла 1833. године од већ постојећих факултета теологије (основан 1525), права, медицине и новоотвореног факултета филозофије. Био је то први примјер у Европи да држава отвори универзитет, а не владар или црква. Од 1847. године женама је дозвољено да похађају часове филозофије, а 1866. је ту први пут примљена једна женска особа на докторске студије. Ветеринарски факултет је отворен у склопу универзитета 1901. године; то је први факултет тог типа на свијету. 1914. године универзитет је пресељен у нове зграде, дјело архитекте Карла Мозера.

## Језик
Највећа већина курсева се предаје на њемачком језику. Одређени курсеви које похађа велики број студената из других држава, као што су мастер-студије напредних финансија, се држе на енглеском језику, и број оваквих испита се временом повећава.

## Нобеловци
Неколико добитника Нобелове награде је завршило студије на Универзитету у Цириху: Алберт Ајнштајн, Ервин Шредингер и Вилхелм Конрад Рендген. Осим њих, многи други добитници Нобелових награда су били у сарадничкој вези са универзитетом и студентима универзитета.